# (29123) 1983 RA4
1983 أر أي 4 (ويعرف أيضًا باسم (29123) 1983 أر أي 4 وفق تسمية الكوكب الصغير) (بالإنجليزية: 1983 RA4)‏ هو كويكب ضمن حزام الكويكبات؛ وترتيبه 29123 من حيث الاكتشاف.
اكتُشف هذا الجُرم الفلكي بواسطة نورمان جي. توماس في 2 سبتمبر 1983.

## وصلات خارجية
- (29123) 1983 RA4 في قاعدة بيانات مختبر الدفع النفاث لأجرام النظام الشمسي الصغيرة

- الاكتشاف · مخطط المدار ·  العناصر المدارية · المعلمات المادية

- (29123) 1983 RA4 على موقع ويكي سكاي: DSS2, SDSS, GALEX, IRAS, Hydrogen α, X-Ray, Astrophoto, Sky Map, Articles and images